# Djalminha
Djalminha, född 9 december 1970 i Santos, Brasilien, är en brasiliansk fotbollsspelare.